# Andrei Markov
Andrei Andreyevich Markov (em russo:  Андрей Андреевич Марков; Riazã, 14 de junho de 1856 — São Petersburgo, 20 de julho de 1922) foi um matemático russo.
Markov formou-se na Universidade Estatal de São Petersburgo em 1878, onde foi professor em 1886. Seus primeiros trabalhos foram limite de integrais e teoria da aproximação.
Depois de 1900 aplicou métodos de frações contínuas, que havia sido iniciada por Pafnuti Tchebychev na teoria da probabilidade. Provou o teorema do limite central.
Markov é lembrado pelo seu estudo de cadeias de Markov, teve um filho com o mesmo nome dele que nasceu em 9 de setembro de 1903, e também se tornou um matemático de renome. Era meio-irmão de Vladimir Markov.
Sepultado no Cemitério de Volkovo em São Petersburgo.

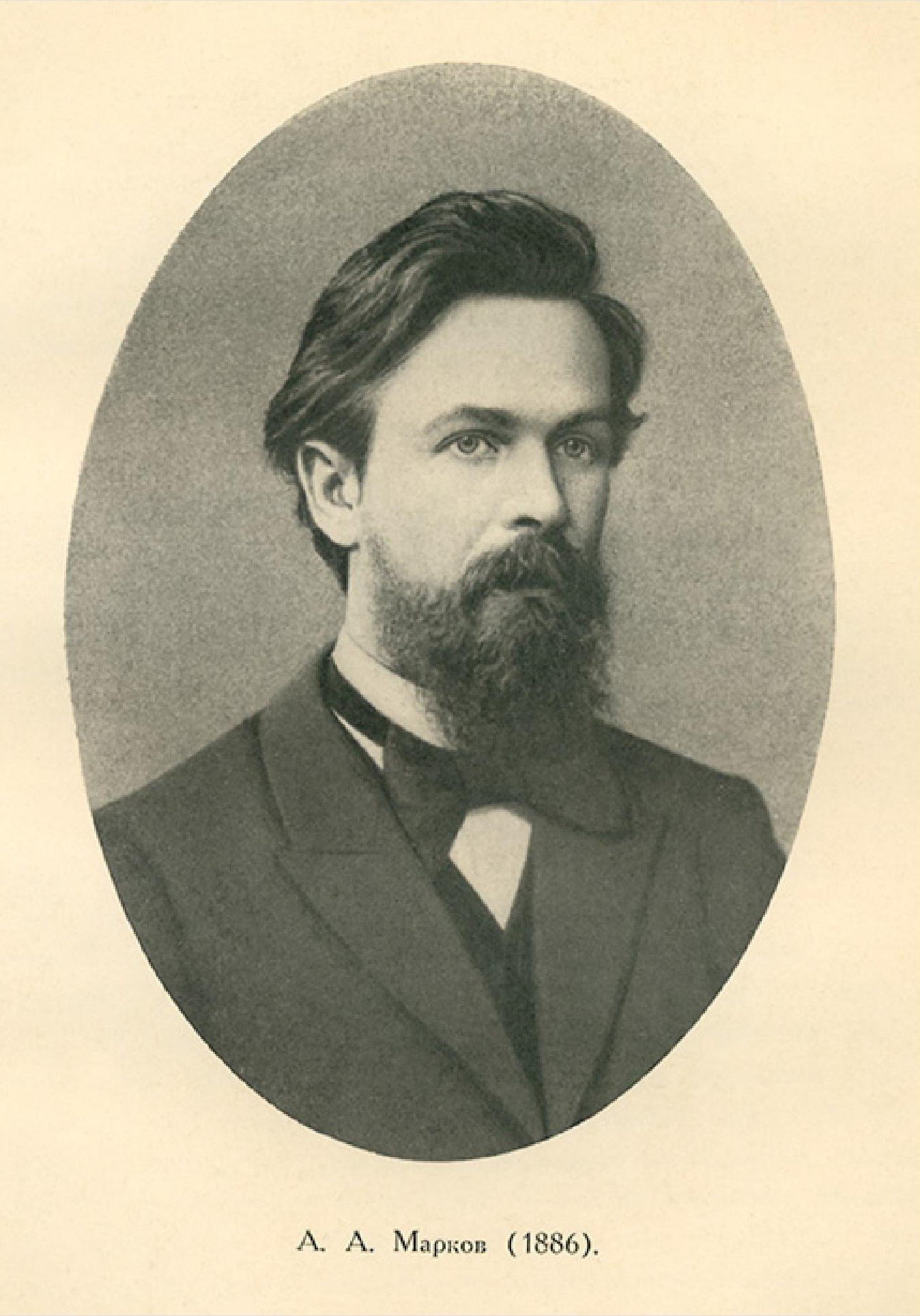
Markov in 1886

## Linha do tempo
Em 1877, Markov recebeu uma medalha de ouro por sua solução para o problemaː
Sobre a integração de equações diferenciais por frações contínuas com uma aplicação à equação {\displaystyle (1+x^{2}){\frac {dy}{dx}}=n(1+y^{2})}
No ano seguinte, passou nos exames de Candidato de Ciências e permaneceu na universidade para se preparar para o cargo de professor.
Em abril de 1880, Markov defendeu sua tese de mestrado "Sobre as formas quadradas binárias com determinante positivo", que foi incentivada por Aleksandr Korkin e Yegor Zolotarev. Quatro anos depois, em 1884, ele defendeu sua tese de doutorado intitulada "Em certas aplicações das frações algébricas contínuas".
Seu trabalho pedagógico começou após a defesa de sua tese de mestrado no outono de 1880. Como privatdozent, lecionou cálculo diferencial e integral. Mais tarde, ele lecionou alternadamente sobre "introdução à análise", teoria da probabilidade (sucedendo Chebyshev, que havia deixado a universidade em 1882) e o cálculo das diferenças. De 1895 a 1905, ele também lecionou cálculo diferencial.
Um ano após a defesa de sua tese de doutorado, Markov foi nomeado professor extraordinário (1886) e no mesmo ano foi eleito adjunto da Academia de Ciências. Em 1890, após a morte de Viktor Bunyakovsky, Markov se tornou um membro extraordinário da academia. Sua promoção a professor ordinário da Universidade de São Petersburgo ocorreu no outono de 1894.
Em 1896, Markov foi eleito membro ordinário da academia como sucessor de Chebyshev. Em 1905, foi nomeado professor de mérito e obteve o direito de se aposentar, o que fez imediatamente. Até 1910, no entanto, ele continuou a dar aulas sobre cálculo diferencial.

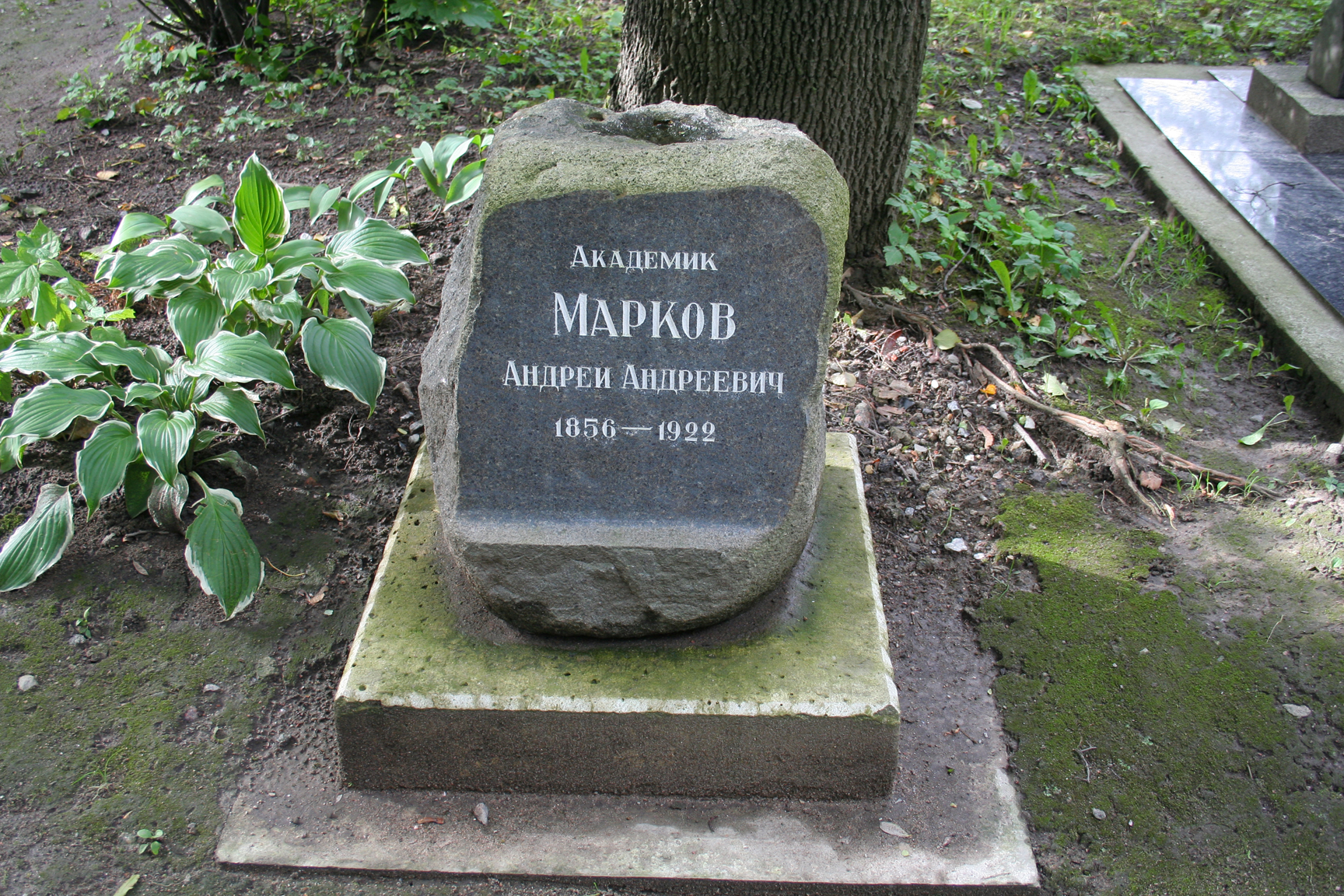
Sepultura de Markov no Cemitério de Volkovo

Em conexão com os distúrbios estudantis em 1908, professores e conferencistas da Universidade de São Petersburgo foram obrigados a monitorar seus alunos. Markov recusou-se a aceitar este decreto e escreveu uma explicação na qual se recusava a ser um "agente do governo". Markov foi afastado de outras funções de ensino na Universidade de São Petersburgo e, portanto, ele decidiu se aposentar da universidade.
Markov era ateu. Em 1912, ele protestou contra a excomunhão de Leo Tolstoi da Igreja Ortodoxa Russa, solicitando sua própria excomunhão. A Igreja atendeu ao seu pedido.
 

Em 1913, o conselho de São Petersburgo elegeu nove cientistas membros honorários da universidade. Markov estava entre eles, mas sua eleição não foi confirmada pelo ministro da Educação. A afirmação só ocorreu quatro anos depois, após a Revolução de fevereiro de 1917. Markov retomou suas atividades de ensino e lecionou teoria da probabilidades e cálculo diferencial até sua morte em 1922.